# Ingela P Arrhenius
Ingela Elisabeth Peterson Arrhenius, född 6 februari 1967 i Nederländerna, är en svensk grafisk formgivare och illustratör.
Efter gymnasiestudier fick Arrhenius anställning vid en reklambyrå. Detta ledde till att hon sedan läste reklam och grafisk formgivning vid reklamskolan Berghs School of Communication och senare blev verksam som frilansande illustratör. Arrhenius första bilderbok kom ut 1994 och sedan dess har hon givit ut ett stort antal böcker och pysselböcker. Hon skapar även mönster och illustrationer till barnkläder, förpackningar, posters, tapeter och reklam med mera. Hennes stil är grafisk, naiv och inspirerad av 50- och 60-talet.